# Huenes Marcelo Lemos
Huenes Marcelo Lemos (nacido el 5 de diciembre de 1981) es un exfutbolista brasileño que se desempeñaba como defensa.
Jugó para clubes como el Operário Ferroviário, CSA, Internacional, Gamba Osaka, Juventude y Criciúma.

## Trayectoria

### Clubes
| Club                 | País   | Año         |
| -------------------- | ------ | ----------- |
| América              | Brasil | 2000        |
| Patrocinense         | Brasil | 2001        |
| ADAP                 | Brasil | 2002 - 2006 |
| Operário Ferroviário | Brasil | 2004        |
| CSA                  | Brasil | 2006        |
| Internacional        | Brasil | 2006        |
| Gamba Osaka          | Japón  | 2008        |
| Juventude            | Brasil | 2009        |
| Porto Alegre         | Brasil | 2010        |
| Criciúma             | Brasil | 2011        |